# Mantidactylus argenteus
Mantidactylus argenteus is a species of frog in the Mantellidae family.
Es endémica de Madagascar.
Su hábitat natural incluye bosques bajos y secos y zonas previamente boscosas ahora muy degradadas.
Está amenazada de extinción por la pérdida de su hábitat natural.